# Drum național 57A
Die Drum național 57A (rumänisch für „Nationalstraße 57A“, kurz DN57A) ist eine Hauptstraße in Rumänien. 

## Verlauf
Die Straße zweigt in Pojejena von der Drum național 57 ab und folgt dem linken Ufer der Donau flussaufwärts. Sie endet in Socol an der Grenze zu Serbien. Der Übergang nach dem serbischen Vračev Gaj ist nicht geöffnet.
Die Länge der Straße beträgt rund 25,5 Kilometer.